# Gare de Montfort-l’Amaury - Méré
Gare de Montfort-l'Amaury - Méré vasútállomás Franciaországban, Méré településen.

## Vasútvonalak
Az állomást az alábbi vasútvonalak érintik:
- Saint-Cyr-Surdon-vasútvonal

## Kapcsolódó állomások
A vasútállomáshoz az alábbi állomások vannak a legközelebb:
- Gare de Garancières - La Queue (Gare de Dreux, Transilien N)
- Gare de Villiers - Neauphle - Pontchartrain (Paris Gare Montparnasse, Transilien N)